# Mataparent de cama roja
El mataparent de cama roja és una espècie de fong de l'ordre dels boletals (Boletales). És un mataparent d'esponja roja de barret bru i cama, sense reticle, ornamentada amb fines granulacions vermelles sobre fons groc.

## Morfologia

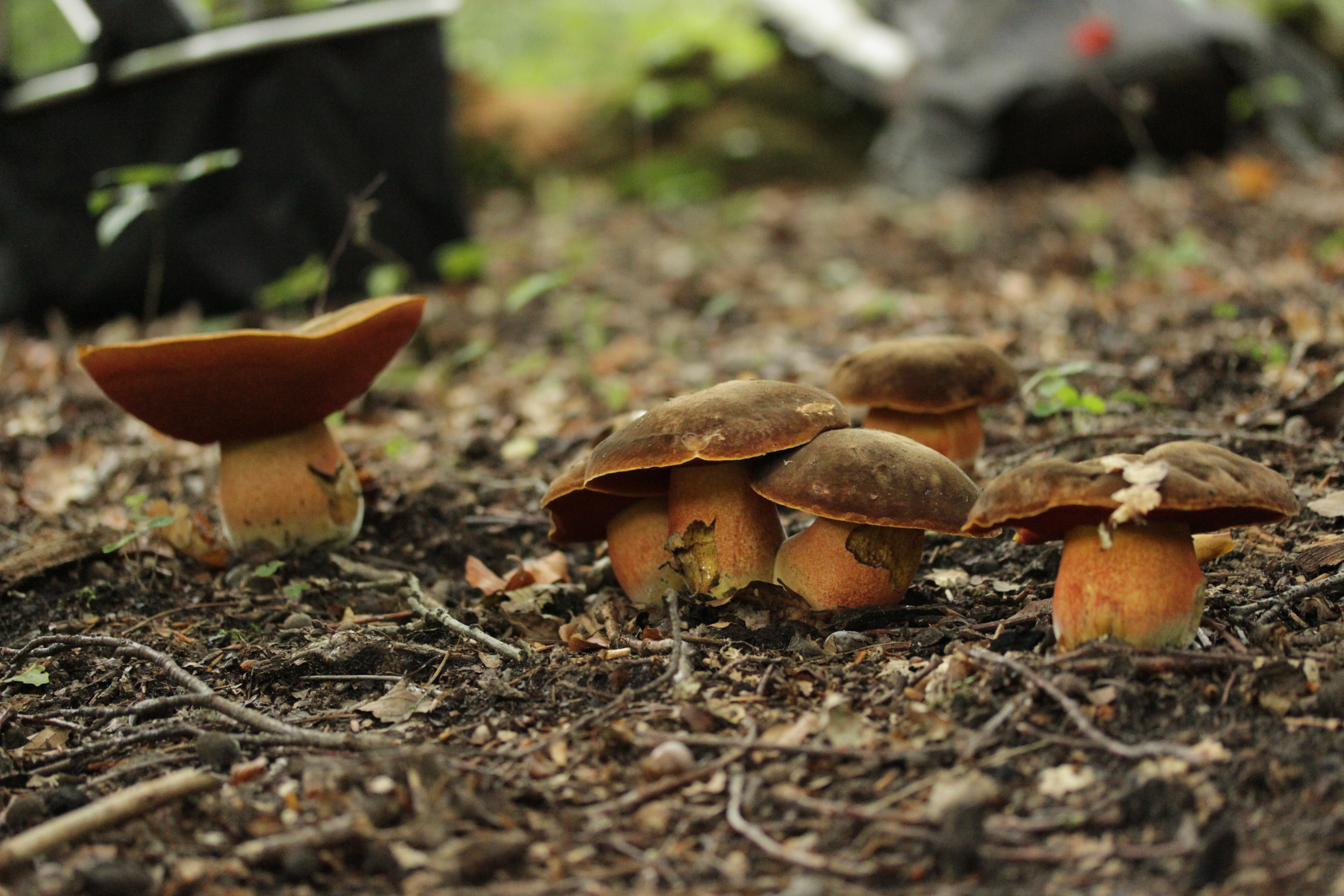
Mataparents de cama roja (Neoboletus erythropus)

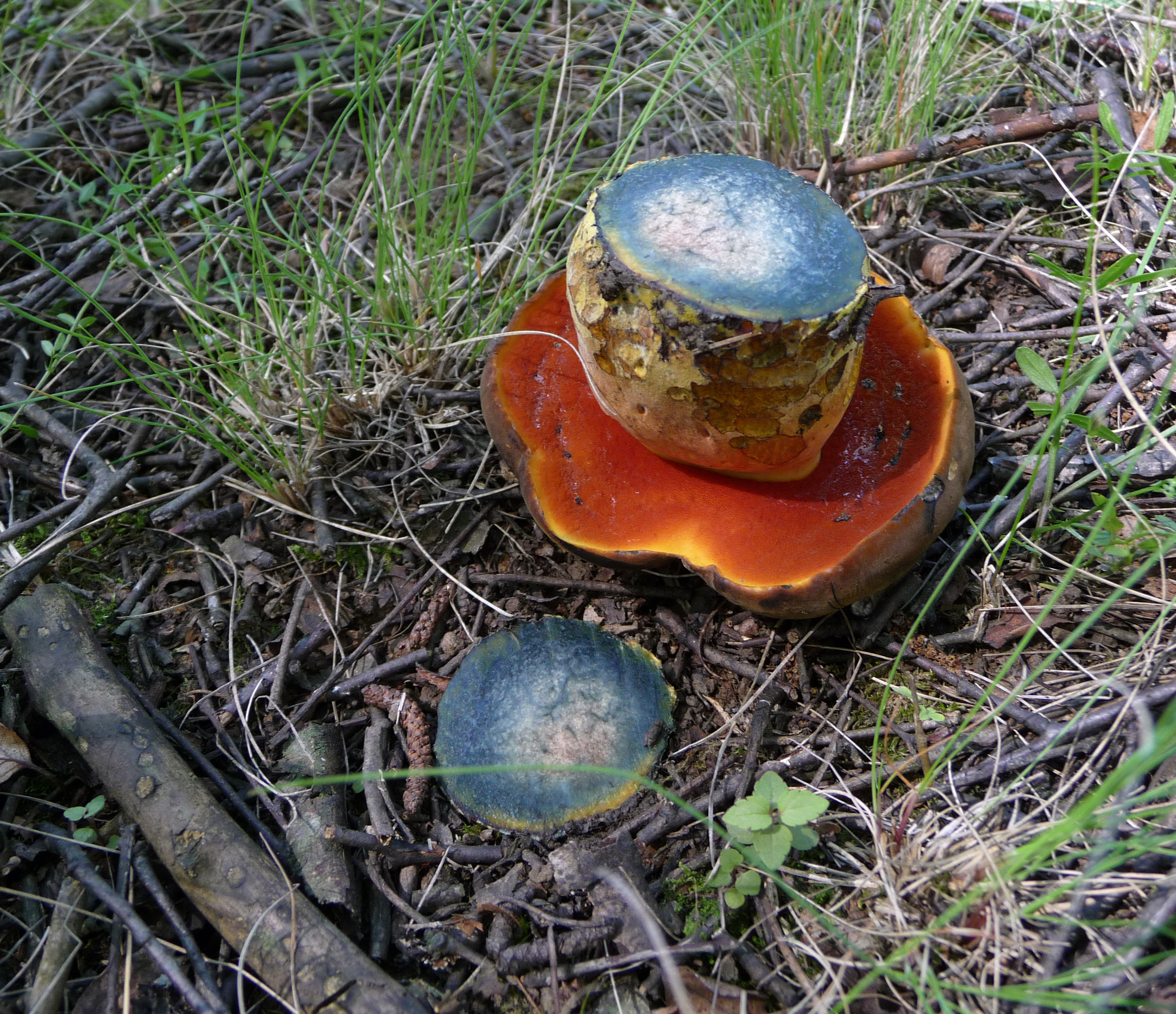
Revers i detall del canvi de color de la carn de la cama del Mataparent de cama roja (Neoboletus erythropus)

Bolet de gran a molt gran, de barret de fins a 30 cm de diàmetre, massís, carnós; barret hemisfèric a globós, marge sempre involut; de color de gris pàl·lid a gris platejat, gairebé blanc, de gris ocraci a ocraci en envellir, pot tenir algun tint olivaci o rosaci, especialment al marge i només de jove, amb l'edat amb taques bru groguenques; molt finament vellutat de jove, llis en madurar; la superfície no blaveja al frec.
Tubs separables de la carn, inicialment groc llimona, blavegen al frec i al tall; porus de vermell a vermell ataronjat, més pàl·lids cap al marge; blavegen a la pressió.
Cama de fins a 15 cm de longitud; grossa, de bulbosa a gairebé cilíndrica; de cremosa a groc llimona a la part superior, més vermellosa cap al peu, gairebé completament vermella en envellir; amb un reticle ben desenvolupat a la part superior, vermell, de malles irregulars i allargassades; blaveja al frec.
Carn  groga en el jove, més blanquinosa en madurar, pot tenir una línia roja sota la cutícula; blaveja principalment a la part superior; olor poc destacable en el jove, desagradable en madurar; gust lleugerament àcid.

## Hàbitat
Rar; des de l'estiu fins a principis de tardor; sempre en sòls calcaris; termòfil; de la muntanya mitjana; en boscos de planifolis; vora roures, alzines, faigs.

## Comentaris
Hi han diferents visions nomenclaturals respecte a aquesta espècie.
Carn + I: Negatiu, sense reacció amiloide en la carn de la cama.

## Confusions
Són similars el mataparent de Le Gal (Rubroboletus legaliae) i el mataparent vermell i groc (Rubroboletus rhodoxanthus), però se'n diferencien pel to rosa dels barrets i l'absència de l'olor desagradable del mataparent de Satanàs.
El mataparent de llop (Rubroboletus lupinus) té el barret rosa i la cama groga. El mataparent belltintat (Rubroboletus pulchrotinctus), que viu en ambients similars, té el marge del barret amb tons rosa, els porus joves grocs i groc ataronjat en madurar i tons groguencs a la cama.
Possible confusió amb el matagent (Boletus satanas), tòxic, perquè també blaveja amb el frec, tot i que aquest últim agafa un to blau-verd més suau i té el barret blanc o gris clar.

## Comestibilitat
No s'ha de consumir cru, puix que és tòxic i provoca vòmits. Bon comestible un cop cuit.